# Adeline Mugnier
Adeline Mugnier  (* 28. September 1992 in Évian-les-Bains als Adeline Baud) ist eine ehemalige französische Skirennläuferin. Ihre stärkste Disziplin war der Riesenslalom.

## Biografie
Mugnier stammt aus Les Gets und startete nach Erreichen des Alterslimits in der Saison 2007/2008 erstmals bei FIS-Rennen. Einen Monat nach ihrem ersten Europacuprennen nahm sie im Februar 2009 am European Youth Olympic Festival in Szczyrk teil, wo sie hinter der Österreicherin Mirjam Puchner die Silbermedaille im Riesenslalom gewann. In den folgenden vier Jahren war Mugnier bei den Juniorenweltmeisterschaften am Start. 2012 gewann sie in Roccaraso die Bronzemedaille im Riesenslalom, 2013 eine weitere Bronzemedaille im Slalom. Ab der Saison 2009/2010 kam Mugnier regelmäßig im Europacup zum Einsatz. Nach mehreren Top-10-Platzierungen im Winter 2010/2011 erzielte sie in der Saison 2011/2012 ihre ersten Podestplätze im Europacup, als sie jeweils Dritte im Super-G von Bad Kleinkirchheim sowie im Riesenslalom von Andalo wurde.
Im Weltcup kam Mugnier ab Beginn der Saison 2010/2011 zu ersten Einsätzen, zunächst nur im Riesenslalom und ab der Saison 2012/2013 auch im Slalom. Die ersten Weltcuppunkte gewann sie am 16. Dezember 2012 mit Platz 27 im Riesenslalom von Courchevel, ihrem neunten Weltcuprennen. Nach dem Jahreswechsel feierte sie in den beiden Riesenslaloms von Zinal ihre ersten Siege im Europacup. Bei den Juniorenweltmeisterschaften 2013 gewann sie zwei Bronzemedaillen, im Slalom und in der Kombination. Ihr bisher bestes Weltcup-Ergebnis ist ein 9. Platz am 28. Dezember 2014 im Riesenslalom von Kühtai.
Ihren größten Erfolg feierte Mugnier bei den Weltmeisterschaften 2017 in St. Moritz mit dem Gewinn der Goldmedaille im Mannschaftswettbewerb. Nach ihrem insgesamt vierten Kreuzbandriss, den sie sich im Januar 2019 zugezogen hatte, gab sie ihren Rücktritt im darauffolgenden August in den sozialen Medien bekannt.

## Erfolge

### Olympische Spiele
- Sotschi 2014: 22. Riesenslalom
- Pyeongchang 2018: 4. Mannschaftswettbewerb, 20. Riesenslalom

### Weltmeisterschaften
- St. Moritz 2017: 1. Mannschaftswettbewerb, 14. Riesenslalom

### Weltcup
- 6 Platzierungen unter den besten zehn in Einzelrennen
- 1 Podestplatz bei Mannschaftswettbewerben

### Weltcupwertungen
| Saison  | Gesamt | Gesamt | Riesenslalom | Riesenslalom | Slalom | Slalom |
| Saison  | Platz  | Punkte | Platz        | Punkte       | Platz  | Punkte |
| ------- | ------ | ------ | ------------ | ------------ | ------ | ------ |
| 2012/13 | 111.   | 6      | 49.          | 6            | –      | –      |
| 2013/14 | 72.    | 57     | 28.          | 45           | 44.    | 12     |
| 2014/15 | 59.    | 105    | 27.          | 55           | 27.    | 50     |
| 2015/16 | 55.    | 140    | 19.          | 110          | 37.    | 30     |
| 2016/17 | 47.    | 160    | 23.          | 86           | 25.    | 74     |
| 2017/18 | 57.    | 125    | 26.          | 77           | 29.    | 48     |
| 2018/19 | 56.    | 121    | 23.          | 78           | 35.    | 43     |

### Europacup
- Saison 2011/12: 6. Riesenslalomwertung
- Saison 2012/13: 3. Gesamtwertung, 2. Riesenslalomwertung, 2. Super-Kombinationswertung
- Saison 2013/14: 9. Super-Kombinationswertung
- 7 Podestplätze, davon 4 Siege:

| Datum           | Ort         | Land      | Disziplin         |
| --------------- | ----------- | --------- | ----------------- |
| 7. Januar 2013  | Zinal       | Schweiz   | Riesenslalom      |
| 8. Januar 2013  | Zinal       | Schweiz   | Riesenslalom      |
| 24. Januar 2013 | Pamporowo   | Bulgarien | Riesenslalom      |
| 4. Februar 2013 | Sella Nevea | Italien   | Super-Kombination |

### Juniorenweltmeisterschaften
- Mont Blanc 2010: 14. Riesenslalom, 50. Slalom
- Crans-Montana 2011: 5. Riesenslalom, 13. Abfahrt
- Roccaraso 2012: 3. Riesenslalom, 4. Kombination, 5. Mannschaftswettbewerb, 7. Slalom, 17. Super-G
- Québec 2013: 3. Slalom, 3. Kombination, 4. Riesenslalom, 14. Super-G, 26. Abfahrt

### Weitere Erfolge
- 1 Podestplatz im Nor-Am Cup
- 3 französische Meistertitel (Slalom 2016 und 2017, Kombination 2017)
- Silbermedaille im Riesenslalom beim European Youth Olympic Festival 2009
- 3 Siege im South American Cup
- 8 Siege in FIS-Rennen